# Ива грушанколистная
И́ва грушанколи́стная (лат. Sálix pyrolifólia) — деревянистое или кустарниковое растение, вид рода Ива (Salix) семейства Ивовые (Salicaceae).

## Ботаническое описание
Кустарник или дерево высотой до 10 м. Взрослые ветви, как правило, голые, жёлто-бурого или серо-каштанового цвета. На молодых ветвях имеются небольшие волоски. Побеги тёмно-красного цвета, голые или слегка опушённые.
Почки острые, яйцевидной формы, жёлто-бурого цвета. Прилистники крупные, зубчатые, форма округло-почковидная. Черешок длиной 0,8—2,5 см. Листья голые, тонкие, сверху зелёного цвета, снизу беловато-сизого, форма от яйцевидных до округлых. Длина листьев 2—8 см, ширина 1,5—6 см. Имеется 8—14 пар боковых жилок, которые отходят под углом 60—85°, и 8—14 пар жилок второго порядка.
Серёжки появляются раньше листьев, находятся на короткой ножке с листочками или без них. Длина серёжек 3,5 см. Цветение происходит до появления листьев. Чашечки бледно-бурого цвета, более тёмные на верхушке, около 2 мм в длину. Тычинок две, свободных, голых, длиной 8 мм. Пыльники жёлтого цвета. Завязь 5 мм в длину, узкоконической формы, зелёного цвета, изогнутая, голая.
Число хромосом 2n = 38. Вид описан из Казахстана.

## Экология и распространение
Естественные места обитаний — берега равнинных рек, луга, болота, а также низкие горы. Ива грушанколистная чаще всего растёт одиночно, но иногда может произрастать и в группах. Распространена в Европе (Финляндия, Россия) и Азии (Россия, Казахстан, Монголия).

## Значение и применение
Ива грушанколистная используется для плетения. Декоративное растение, её высаживают в аллеях, как в одиночных, так и в групповых посадках.
Поедается оленем и крупным рогатым скотом. Почки и веточки изредка поедаются рябчиком.
По наблюдениям в Якутии листья содержали 202 мг % аскорбиновой кислоты.
В коре содержится около 11 % таннинов.

## Классификация
Вид Ива грушанколистная входит в род Ива (Salix) семейство Ивовые (Salicaceae).
|  |                  |  |                     |                          |                  |  | класс Однодольные | класс Однодольные                                    |                                                      |  |  |  | ещё 36 семейств (согласно Системе APG II) | ещё 36 семейств (согласно Системе APG II) |  |  |  |  | ещё около 100 видов | ещё около 100 видов |
|  |                  |  |                     |                          |                  |  | класс Однодольные | класс Однодольные                                    |                                                      |  |  |  | ещё 36 семейств (согласно Системе APG II) | ещё 36 семейств (согласно Системе APG II) |  |  |  |  | ещё около 100 видов | ещё около 100 видов |
|  |                  |  |                     | отдел Цветковые растения |                  |  |                   |                                                      | порядок Мальпигиецветные                             |  |  |  |                                           | род Ива                                   |  |  |  |  |                     |                     |
|  |                  |  |                     | отдел Цветковые растения |                  |  |                   |                                                      | порядок Мальпигиецветные                             |  |  |  |                                           | род Ива                                   |  |  |  |  |                     |                     |
|  | царство Растения |  |                     |                          | класс Двудольные |  |                   |                                                      | семейство Ивовые                                     |  |  |  | вид Ива грушанколистная                   |                                           |  |  |  |  |                     |                     |
|  | царство Растения |  |                     |                          |                  |  |                   |                                                      |                                                      |  |  |  |                                           |                                           |  |  |  |  |                     |                     |
|  |                  |  | ещё около 21 отдела | ещё около 21 отдела      |                  |  |                   | ещё 36 порядков двудольных (согласно Системе APG II) | ещё 36 порядков двудольных (согласно Системе APG II) |  |  |  | ещё 56 родов                              | ещё 56 родов                              |  |  |  |  |                     |                     |
|  |                  |  |                     | ещё около 21 отдела      |                  |  |                   |                                                      | ещё 36 порядков двудольных (согласно Системе APG II) |  |  |  |                                           | ещё 56 родов                              |  |  |  |  |                     |                     |